# Veelvormige walstroroest
De veelvormige walstroroest (Puccinia punctata) is een autoecische roestschimmel behorend tot de familie Pucciniaceae. Deze biotrofe parasiet komt voor op plantensoorten die behoren tot het geslacht walstro.

## Kenmerken
Het mycelium ontwikkelt zich tussen de cellen van de geïnfecteerde plant. Er verschijnen oranje vlekken op de aangetaste bladeren. Daarin worden aan beide zijden van de bladeren honingkleurige spermogonia gevormd. De aecia vormen zich in groepjes onder de spermogonieën aan de onderzijde van de bladeren. Ze zijn komvormig, met een witte, verzonken rand die in segmenten is verdeeld. Binnenin worden gele aeciosporen gevormd. Later vormen zich lichtbruine uredinia en donkerbruine telia. De 22-30 × 17-23 μm grote urediniosporen hebben twee, meestal equatoriale kiemporen. De tweecellige, bruine teliosporen zijn 14-39 × 21-67 μm groot. Ze hebben aan de top een sterk verdikte wand en een lichtbruine steel.

## Verspreiding
Veelvormige walstroroest komt voor in Europa, Siberië, Noord Amerika en Chili. In Nederland is de schimmel zeldzaam.

## Foto's

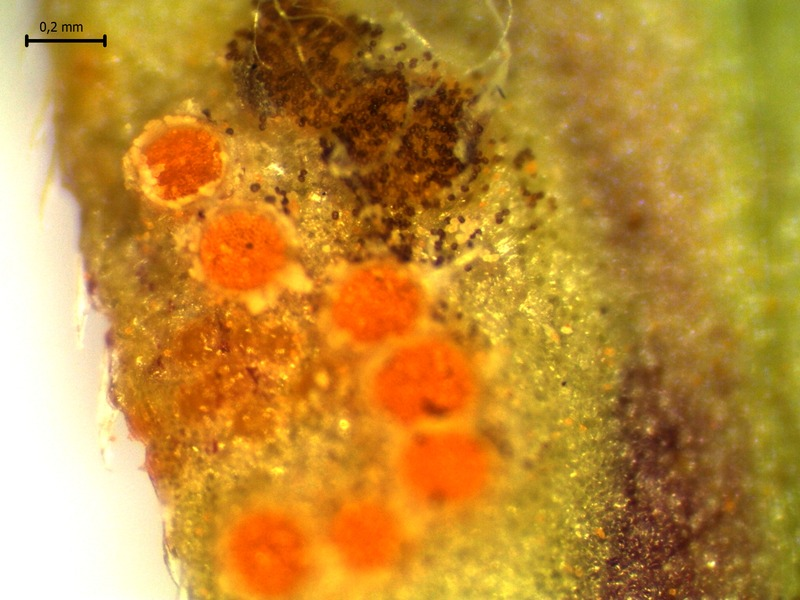
Aecia
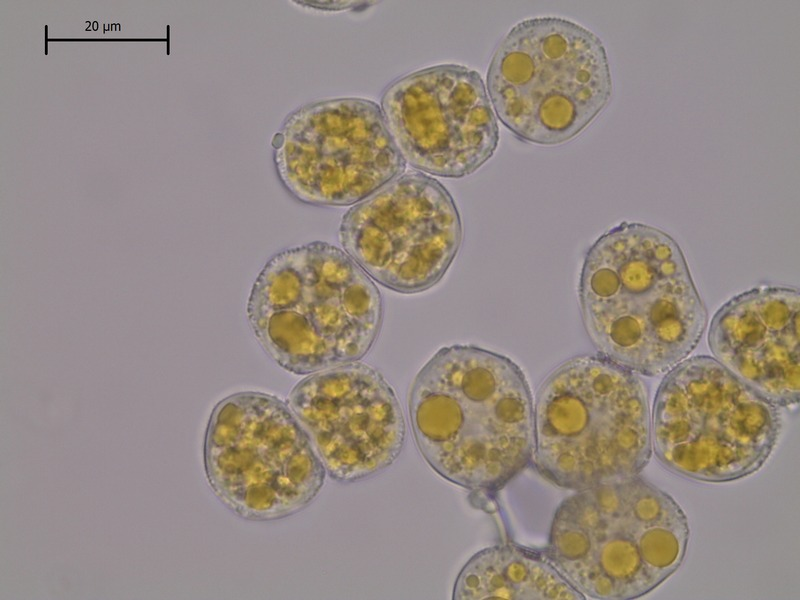
Aeciosporen
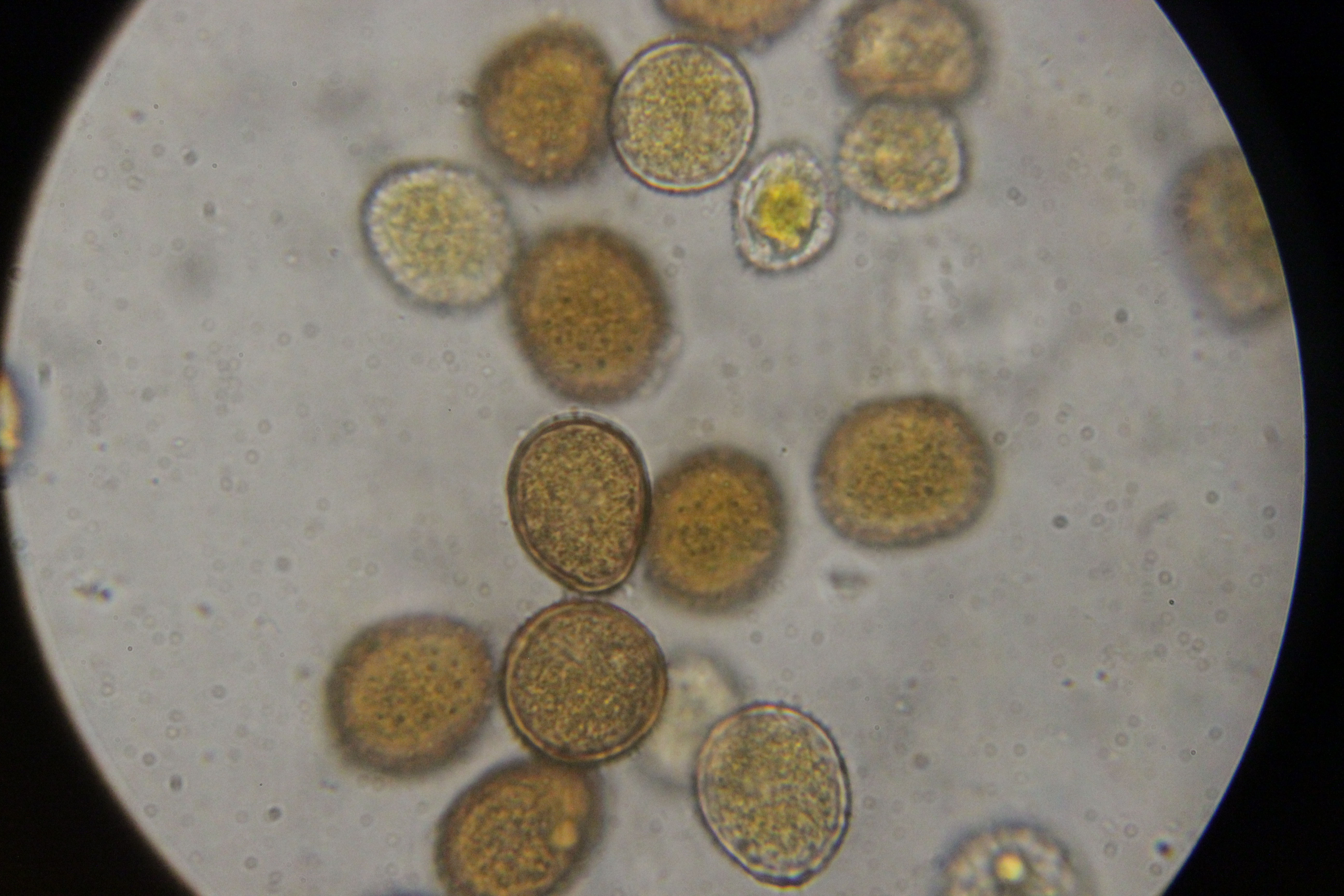
Urediniosporen op glad walstro
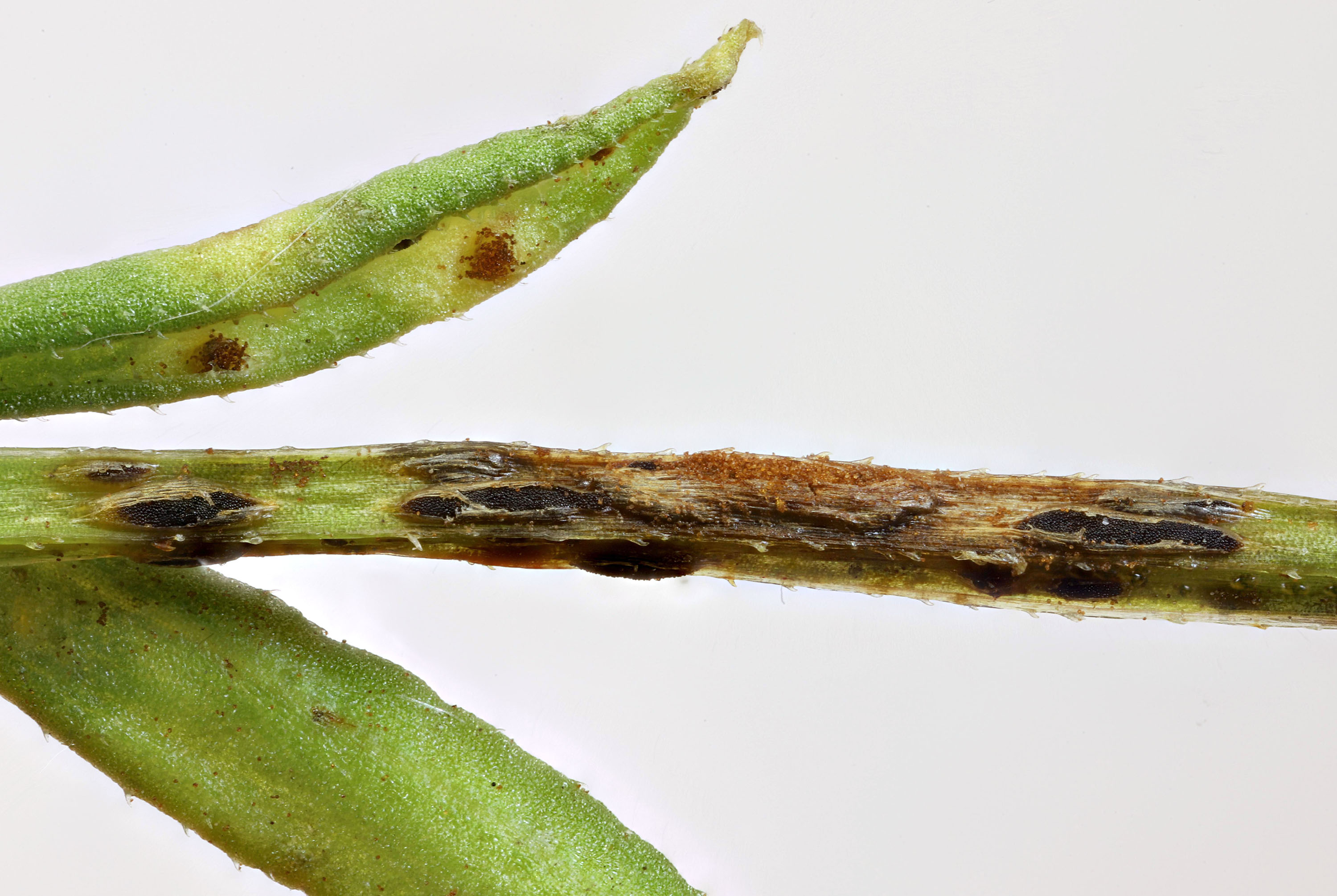
Telia op moeraswalstro
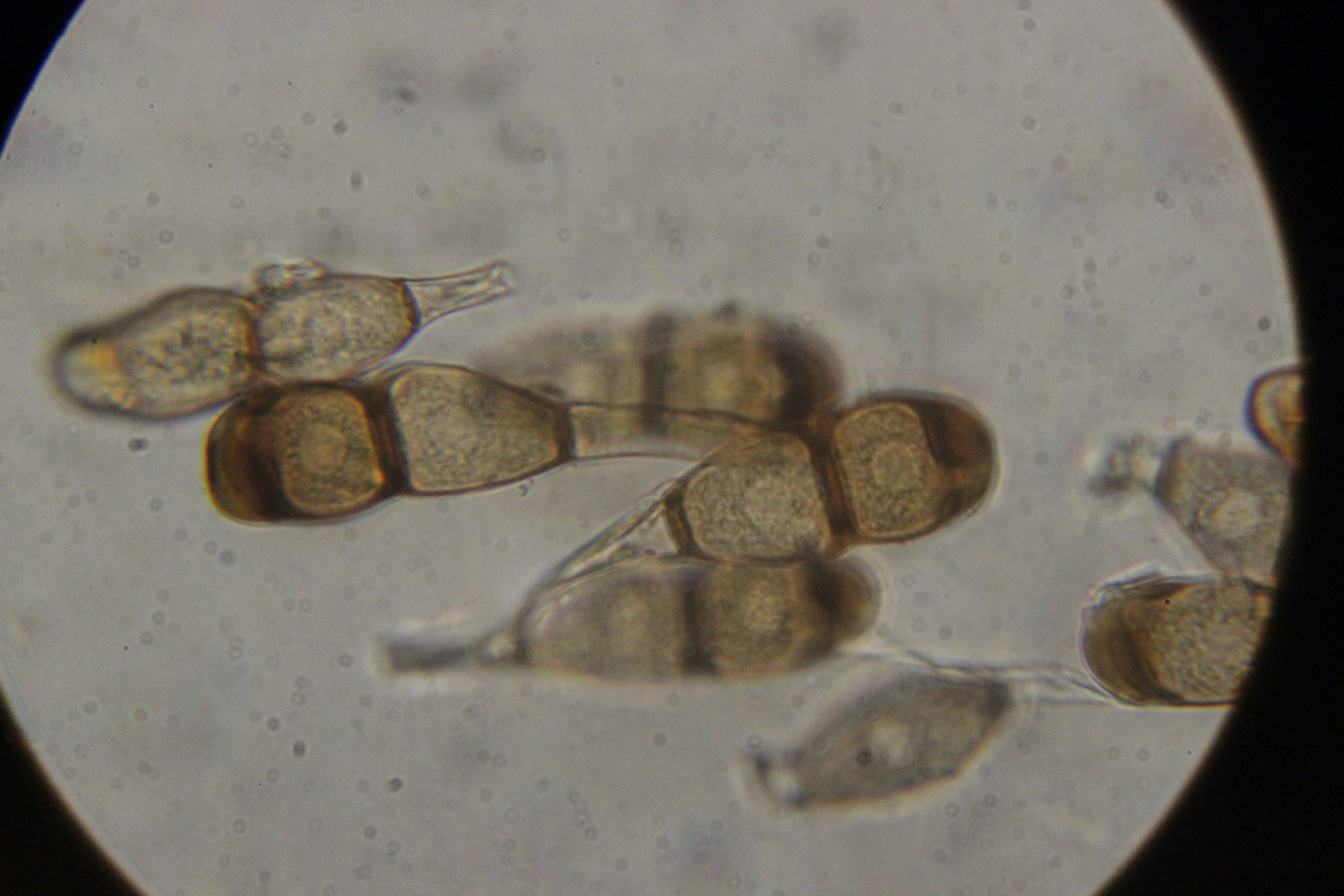
Teliosporen op moeraswalstro